# 11516 Arthurpage
11516 Arthurpage è un asteroide della fascia principale. Scoperto nel 1991, presenta un'orbita caratterizzata da un semiasse maggiore pari a 2,2902779 UA e da un'eccentricità di 0,1088476, inclinata di 7,29754° rispetto all'eclittica.